# Марьяновский сельский совет (Бильмакский район)
Марьяновский сельский совет (укр. Мар'янівська сільська рада) — входит в состав
Бильмакского района
Запорожской области
Украины.
Административный центр сельского совета находится в
с. Марьяновка.

## Населённые пункты совета
- с. Марьяновка
- с. Мирское
- с. Пробуждение